# Kypasjärv (ort)
Kypasjärv är en ort i Överkalix socken i Överkalix kommun, Norrbottens län. Orten ligger vid sjön Kypasjärv i Överkalix kommuns sydöstra hörn, nära gränserna till Kalix kommun i söder och Övertorneå kommun i öster.